# Platypalpus candidiseta
Platypalpus candidiseta är en tvåvingeart som först beskrevs av Mario Bezzi 1912.  Platypalpus candidiseta ingår i släktet Platypalpus och familjen puckeldansflugor.
Artens utbredningsområde är Taiwan. Inga underarter finns listade i Catalogue of Life.